# Indrasaurus wangyuani
Indrasaurus wangyuani — викопний вид лускатих плазунів, що існував у крейдовому періоді (120 млн років тому).

## Скам'янілості
Рештки ящірки знайдені у 2003 році як вміст шлунку динозавра Microraptor zhaoianus. Динозавр проковтнув її цілком, тому будову ящірки вдалося вивчити. Рештки описані у 2019 році командою китайський науковців під керівництвом професора Цзінмай О'Коннор з Інституту палеонтології хребетних і палеоантропології.

## Назва
Рід Indrasaurus названо на честь індуїстського бога Індри, якого проковтнув демон Врітра (аналогія того, як мікрораптор проковтнув Indrasaurus). Видова назва I. wangyuani вшановує китайського палеотолога професора Ван Юаня, директора Палеозоологічного музею Китаю та експерта з палеогерпетофауни Китаю.